# Sigur Rós
Sigur Rós (AFI: ['sɪɣʏr rous] "rosa de la victòria" en islandès) és un grup de música post-rock amb elements melòdics, clàssics i minimalistes provinent d'Islàndia. El grup és conegut per la seva acústica etèria i el falset gairebé impecable del seu cantant Jónsi.

## Història
Jón Þór (Jónsi) Birgisson, Georg Hólm i Ágúst Ævar Gunnarsson van formar el grup a Reykjavík l'agost del 1994. El nom del grup és en realitat el de la germana petita del cantant, Sigurrós, nascuda aquell dia. Aviat varen ser contractats per la discogràfica Bad Taste. El 1997 va veure la llum el seu primer LP, Von ("esperança"), i el 1998 un recopilatori de remescles anomenat Von brigði (el títol és un joc de paraules: Vonbrigði vol dir "decepció", però amb ambdós elements separats vol dir "alteració de l'esperança". En anglès l'àlbum se sol conèixer pel seu nom alternatiu - "Recycle bin".)
L'èxit internacional els va arribar el 1999 amb l'aparició del seu segon àlbum Ágætis Byrjun (un bon començament") per al qual es va unir Kjartan Sveinsson. La reputació del grup va anar agrandint-se entre els fans durant els següents dos anys. Aviat força crítics d'arreu del món l'aclamaren com un dels millors àlbums de la dècada i el grup va començar a tocar al costat de Radiohead i d'altres grans noms. Tres temes, "Ágætis Byrjun", "Svefn-g-englar" i una versió en concert de "Njósnavélin" (encara inèdit, i que esdevindria "Untitled #4") aparegueren en la pel·lícula de Cameron Crowe Vanilla Sky (versió nord-americana de la pel·lícula d'Alejandro Amenábar Abre los ojos).
Després d'aquest reeixit llançament, una de les raons per les quals el grup va gaudir d'un gran èxit va ser l'excentricitat de Birgisson de tocar la guitarra elèctrica amb un arquet de violoncel.
El bateria Ágúst va deixar el grup després de l'enregistrament d'aquest àlbum i va ser substituït per Orri Páll Dýrason. El 2002 el seu següent àlbum () va veure la llum. Les pistes que formen l'àlbum no tenen títol, tot i que el grup més endavant va donar els noms al seu lloc web. Totes les lletres són en una llengua artificial anomenada "Hopelandic", creada per en Jón Þór Birgisson que s'assembla fonèticament a l'islandès. També s'ha dit que s'espera de qui escolti l'àlbum que escrigui la seva interpretació de les lletres a les pàgines en blanc del llibret que acompanya l'LP.
L'octubre de 2003 Sigur Rós i el grup britànic Radiohead van compondre música per a la peça de dansa "Split Sides" de Merce Cunningham. Els tres temes que Sigur Rós va aportar van aparèixer el març de 2004 sota el títol de Ba Ba Ti Ki Di Do. El seu primer àlbum finalment va veure la llum al mercat dels Estats Units i el Regne Unit.
El seu cinquè àlbum, Takk... ("gràcies..."), aparegut el 13 de setembre de 2005, posseeix una estètica sonora semblant als seus dos primers àlbums. A la seva web hi va estar disponible una descàrrega legal del seu primer single des del 15 d'agost. Per als fans nord-americans "Sæglópur" va estar disponible des del 16 d'agost. Hoppípolla, el segon single oficial extret de l'àlbum va sortir el 27 de novembre conjuntament amb una nova versió de Haffsól, una cançó del seu primer àlbum Von. Hoppípolla ha aparegut en tràilers del programa "Planet Earth" de la BBC, realitzats l'any 2005, i a conseqüència d'això, la demanda del single ha crescut.
El 20 de juny de 2008 van treure a la venda el seu nou àlbum, "Með Suð í Eyrum Við Spilum Endalaust" (Amb un brunzit a les orelles nosaltres toquem eternament). Aquest àlbum continua amb la línia dels seus últims treballs, però apareixen elements del folk i melodies de guitarra més tradicionals. És el primer àlbum en què escriuen una cançó en anglès, "All Alright".

## Discografia

### Àlbums
- Von (1997)
- Von brigði (1998)
- Ágætis byrjun (1999)
- () (2002)
- Takk... (2005)
- Með suð í eyrum við spilum endalaust (2008)
- Inni (2011)
- Valtari (2012)
- Kveikur (2013)[1]
- Átta (2023)

### Singles i EPs
- Svefn-g-englar (1999)
- Ný batterí (2000)
- Hjartað hamast (2000)
- Viðrar vel til loftárasa (2000)
- Olsen olsen (2000)
- Starálfur (2000)
- Flugufrelsarinn (2000)
- Steindór Andersen / Rímur EP (2001)
- Untitled 1 (A.K.A. Vaka)|Untitled #1 (A.K.A. Vaka)' (2003)
- Untitled #8 (A.K.A. Popplagið) (2003)
- Ba Ba Ti Ki Di Do' (2004)
- Glósóli (2005) (només a Europa)
- Sæglópur (2005) (només als Estats Units)
- Hoppípolla (2005)
- Gong (2005)

### Altres
- Smekkleysa í hálfa öld (1994)
- Popp í Reykjavík (1998)
- Popp í Reykjavík (1998)
- Englar alheimsins (2000)
- Englar alheimsins (2002)
- Hlemmur Soundtrack (2002)
- Hrafnagaldur Óðins (2002)